# Karolinski jezik
Karolinski jezik (južnokarolinski ili saipanski karolinski; ISO 639-3: cal), austronezijski jezik karolinske etničke grupe koji se govori na otocima Saipan, Anatahan i Agrihan u Karolinima, Sjevernomarijanski otoci.
Karolinski pripada mikronezijskoj skupini i užoj tručkoj podskupini.
3,000 govornika (1990 popis) na Sjevernomarijanskim otocima. Nacionalni jezik. Pismo : latinica. na otoku Saipan svi su bilingualni u čamorskom [cha] ili engleskom [eng].

## Vanjske poveznice
- Ethnologue (14th)
- Ethnologue (15th)